# Кетоев, Борис Николаевич
Бори́с Никола́евич Кето́ев (род. 17 сентября 1923, Владикавказ, Горская АССР, РСФСР — 14 июля 2015, Владикавказ, Российская Федерация) — советский сельскохозяйственный и партийный деятель, кукурузовод, участник Великой Отечественной войны. Председатель Колхоза им. М. Горького в г. Беслан (1955—1966). Первый секретарь Правобережного райкома КПСС г. Орджоникидзе.
Герой Социалистического Труда (1948). Член КПСС с 1948 года.

## Биография
Родился в Орджоникидзе 17 сентября 1923 году. С 1939 по 1941 гг. учился Топографического техникума г. Тбилиси.
Указом Президиума Верховного Совета СССР от 20 мая 1966 года «за получение высоких урожаев пшеницы и кукурузы при выполнении колхозом обязательных поставок и натуроплаты за работу МТС в 1947 году и обеспеченности семенами зерновых культур для весеннего сева 1948 года» удостоен звания Героя Социалистического Труда с вручением ордена Ленина и золотой медали «Серп и Молот».
Позднее работал на ответственных комсомольских должностях, директором Орджоникидзевского стекольного завода, зам. председателя Колхозов им. Ленина, Сталина, председателем Колхоза имени Горького и наконец стал первым секретарем Правобережного райкома КПСС г. Орджоникидзе. Был участником похорон И. Сталина в составе делегации СОАССР. Член КПСС с 1948 года.
Умер 14 июля 2015 года во Владикавказе. Похоронен на Аллее Славы.

## Награды
- Герой Социалистического Труда (1948) — за рекордный урожай кукурузы, собранный в страду 1947 года[2]
- Орден Ленина (1948)[2]
- Медаль За оборону Кавказа
- Медаль Во славу Осетии
- Отличник сельского хозяйства СССР (1948)